# 日特尼夫卡
51°31′20″N 25°14′7″E / 51.52222°N 25.23528°E
日特尼夫卡（烏克蘭語：Житнівка），是烏克蘭西北部的村莊，隸屬沃倫州的卡明-卡希爾斯基區。該村始建於1921年，面積1.6平方公里，海拔高度160米，2001年人口482，人口密度每平方公里302.01人。